# Lac Tolmatchev
Le lac Tolmatchev (en russe : Озеро Толмачёва, ozero Tolmatcheva) est un lac situé au sud de la péninsule du Kamtchatka, dans l'Extrême-Orient russe. La profondeur maximale du lac est de 72 m et sa superficie de 72 km2.